# Ајова
Ајова (енгл. Iowa), држава је у централном делу САД (Средњи запад). Површина Ајове је 145.743 km², а број становника по процени из 2008. је 3.002.555. Главни град је Де Мојн.
На истоку Ајова излази на реку Мисисипи, док су на западу реке Мисури и Биг Су. Река Де Мојн чини део јужне границе. Рељеф је равничарски до брдовит. На њему је у прво време доминирала вегетација преријских трава (савана), коју су фармери већим делом претворили у житна поља (60% површина). Шуме заузимају 7% површина.
Држава је добила име по индијанском племену Ајовеј.

## Демографија
| 1900.     | 1910.     | 1920.     | 1930.     | 1940.     | 1950.     | 1960.     | 1970.     | 1980.     | 1990.     | 2000.     | 2010.     |
| --------- | --------- | --------- | --------- | --------- | --------- | --------- | --------- | --------- | --------- | --------- | --------- |
| 2.231.853 | 2.224.771 | 2.404.021 | 2.470.939 | 2.538.268 | 2.621.073 | 2.757.537 | 2.824.376 | 2.913.808 | 2.776.755 | 2.926.324 | 3.046.355 |

### Највећи градови
| Де Мојн Сидар Рапидс | 1.  | Де Мојн      | 203.433 | Давенпорт Су Сити |
| Де Мојн Сидар Рапидс | 2.  | Сидар Рапидс | 126.326 | Давенпорт Су Сити |
| Де Мојн Сидар Рапидс | 3.  | Давенпорт    | 99.685  | Давенпорт Су Сити |
| Де Мојн Сидар Рапидс | 4.  | Су Сити      | 82.684  | Давенпорт Су Сити |
| Де Мојн Сидар Рапидс | 5.  | Вотерлу      | 68.406  | Давенпорт Су Сити |
| Де Мојн Сидар Рапидс | 6.  | Ајова Сити   | 67.862  | Давенпорт Су Сити |
| Де Мојн Сидар Рапидс | 7.  | Каунсил Бафс | 62.230  | Давенпорт Су Сити |
| Де Мојн Сидар Рапидс | 8.  | Ејмс         | 58.965  | Давенпорт Су Сити |
| Де Мојн Сидар Рапидс | 9.  | Дубјук       | 57.637  | Давенпорт Су Сити |
| Де Мојн Сидар Рапидс | 10. | Вест Де Мојн | 56.609  | Давенпорт Су Сити |

## Административна подела
Ајова се састоји од 99 округа: Адамс, Адер, Ајда, Ајова, Аламаки, Апанус, Батлер, Бентон, Бјукенан, Бјуна Виста, Блек Хок, Бример, Бун, Ван Бјурен, Вапело, Вебстер, Вејн, Винебејго, Винешик, Ворен, Ворт, Вошингтон, Вудбери, Гатри, Гранди, Грин, Далас, Де Мојн, Дејвис, Декејтур, Делавер, Дикинсон, Дубјук, Емет, Јунион, Калхун, Керол, Кес, Киокак, Кларк, Клеј, Клејтон, Клинтон, Косут, Крофорд, Лајон, Ли, Лин, Луиза, Лукас, Марион, Маршал, Маскатин, Махаска, Медисон, Милс, Мичел, Монона, Монро, Монтгомери, О'Брајен, Одубон, Осиола, Пало Алто, Паушик, Пејџ, Плимут, Покахонтас, Полк, Потавотами, Рајт, Ринголд, Сак, Серо Гордо, Сидар, Скот, Стори, Су, Тејлор, Тејма, Фејет, Флојд, Френклин, Фримонт, Хамболт, Хамилтон, Хардин, Харисон, Хауард, Хенкок, Хенри, Чероки, Чикасо, Џаспер, Џексон, Џеферсон, Џонсон, Џоунс, Шелби.